# Jim Carroll
Pour les articles homonymes, voir James Carroll et Carroll.
Jim Carroll, né le 1er août 1949 à New York et mort le 11 septembre 2009, est un écrivain, poète et musicien punk américain. Il se fait connaître grâce à son livre autobiographique The Basketball Diaries qui a fait l'objet d'un film dans lequel joue Leonardo DiCaprio.

## Poésie
- Organic Trains (1967)
- 4 Ups and 1 Down (1970)
- Living at the Movies (1972)
- The Book of Nods (1986)
- Fear of Dreaming (1993)
- Void of Course: Poems 1994-1997 (1998)  (ISBN 0140589090)

## Journaux, romans
- The Basketball Diaries (1978)
- Forced Entries (1987)
  - en français : Downtown diaries, traduit de l'anglais (États-Unis) par Jérôme Schmidt, Paris, Inculte/Dernière Marge, 2015,  (ISBN 979-10-95086-05-5)

The Petting Zoo.

## Albums de musique
- Music by Jim Carroll and the Jim Carroll Band
- Runaway EP (2000)
- Pools of Mercury (1998)
- Catholic Boy (en) (1980)
- Dry Dreams (1982)
- I Write Your Name (1983)
- Best of The JC Band (1993)

## Lectures, conférences
- Rimbaud Lectures (1978)
- Naropa Institute (1986)
- Praying Mantis (1991)
- The Basketball Diaries (1994)
- Curtis's Charm (1996)
- Pools of Mercury (1998)

## Collaborations musicales
- Live at Max's, Kansas City, The Velvet Underground (1972)
- Club Ninja, Blue Öyster Cult (1986)
- Other Roads, Boz Scaggs (1988)
- Between Thought and Expression, Lou Reed (1992)
- And Out Come the Wolves, Rancid (1995)
- Feeling You Up, Truly (1997)
- Yes I Ram, Jon Tiven Group (en) (1999)

## Compilations et musiques
- Tuff Turf Soundtrack (1985)
- Back to the Streets: Celebrating the Music of Don Covay (1993)
- Sedated In The Eighties (1993)
- New Wave Dance Hits: Just Can't Get Enough, Vol. 6 (1994)
- The Basketball Diaries Soundtrack (1995)
- WCBN Naked 2000 (2000)